# Aufenthaltskarte

Belgische Aufenthaltskarte (deutsche Sprachfassung)

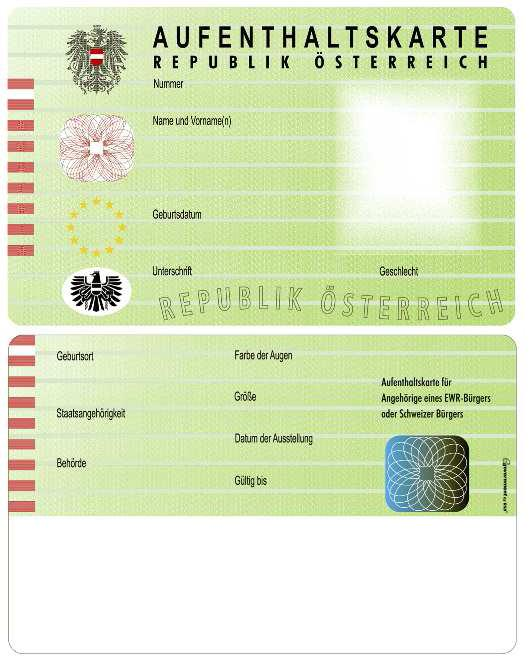
Österreichische Aufenthaltskarte

Bisherige britische Aufenthaltskarte (Aufkleber), die nach dem Brexit nicht mehr ausgestellt wird

Schwedische Aufenthaltskarte

Spanische Aufenthaltskarte

Norwegische Aufenthaltskarte

Rumänische Aufenthaltskarte

Aufenthaltskarte (vollständige Bezeichnung: Aufenthaltskarte für Familienangehörige eines Unionsbürgers, englisch Residence card of a family member of a Union citizen, spanisch tarjeta de residencia de familiar de un ciudadano de la Unión, italienisch carta di soggiorno di familiare di un cittadino dell'Unione, französisch Carte de séjour de membre de la famille d’un citoyen de l’Union, niederländisch verblijfskaart van een familielid van een burger van de Unie) heißt das Aufenthaltsdokument, das im Europäischen Wirtschaftsraum für den Familienangehörigen eines freizügigkeitsberechtigten EWR-Bürgers ausgestellt wird, der nicht die Staatsangehörigkeit eines EWR-Landes, sondern eine Drittstaatsangehörigkeit besitzt.

## Zweck
Mit der Aufenthaltskarte erhält der drittstaatsangehörige Familienangehörige des EWR-Bürgers denselben Freizügigkeitsstatus wie der EWR-Bürger. Die Karte soll es dem EWR-Bürger, der mit einem Nicht-EWR-Bürger verheiratet oder verwandt ist, ermöglichen, von seinem europarechtlichen Freizügigkeitsrecht Gebrauch zu machen, ohne darin dadurch gestört zu werden, dass der Familienangehörige ihm nicht folgen kann, weil diesem im Zielland kein Aufenthaltsrecht zusteht.
Beispiel: Ein deutscher Staatsangehöriger, der mit einer Kubanerin verheiratet ist, möchte nach Paris übersiedeln, um dort dauerhaft zu leben und zu arbeiten. Ihm selbst steht dieses Recht zu, weil er EWR-Bürger ist und sich in jedem anderen EWR-Land aufhalten und dort einer Erwerbstätigkeit nachgehen darf. Seine Ehefrau hat dieses Recht als kubanische Staatsangehörige nicht; ihr Aufenthalt in Frankreich würde sich nach dem französischen Aufenthaltsrecht bestimmen. Als nicht mit einem EWR-Bürger verheiratete Person bedürfte sie zur Einreise nach Frankreich selbst für einen Kurzaufenthalt eines Visums → Verordnung (EU) 2018/1806 (EU-Visum-Verordnung). Da sie aber europarechtlich – ungeachtet ihrer Staatsangehörigkeit – dasselbe Freizügigkeitsrecht wie ihr deutscher Ehemann genießt, kann sie ihren Ehemann problemlos begleiten. Während sich ihr Ehemann in Frankreich eventuell anmelden muss (→ Hauptartikel Anmeldebescheinigung), erhält die Kubanerin als Nicht-EWR-Bürgerin von den französischen Behörden eine Aufenthaltskarte.
Die Regelung dient somit dem Schutz von Ehe und Familie und der Herstellung und Wahrung der Familieneinheit im Falle der Übersiedlung in einen anderen EWR-Mitgliedstaat.

## Rechtsgrundlage und Geltungsbereich
Rechtsgrundlage der Aufenthaltskarte sind die Art. 10 und 11 der Richtlinie 2004/38/EG (Unionsbürgerrichtlinie). Die Richtlinie gilt im gesamten Europäischen Wirtschaftsraum (EWR). Sie gilt nicht in der Schweiz. Die Richtlinie gilt in den Mitgliedstaaten nicht unmittelbar; sie ist aber inhaltlich von den Mitgliedstaaten in die jeweilige nationale Gesetzgebung zu übertragen.

## Voraussetzungen
Die Karte wird nur ausgestellt, wenn sich der EWR-Bürger mit seinem Familienangehörigen in einem anderen EWR-Staat aufhält als dem, dessen Staatsangehörigkeit der EWR-Bürger besitzt.
Beispiel: Die in Deutschland mit ihrem österreichischen Ehemann lebende serbische Ehefrau erhält eine Aufenthaltskarte.
Lebt der EWR-Bürger in seinem eigenen Staat, liegt im Allgemeinen kein Fall der europarechtlichen Freizügigkeit vor. Das Aufenthaltsrecht des bei ihm lebenden Familienangehörigen beurteilt sich dann ausschließlich nach dem nationalen Aufenthaltsrecht.
Beispiel: Die in Deutschland lebende serbische Ehefrau eines deutschen Staatsangehörigen erhält keine Aufenthaltskarte, sondern eine Aufenthaltserlaubnis nach § 28 Abs. 1 Satz 1 Nr. 1 des deutschen Aufenthaltsgesetzes (AufenthG). Die Unionsbürgerrichtlinie findet keine Anwendung.
Anders ist es nur, wenn der Aufenthalt im Heimatland des EWR-Bürgers einen Freizügigkeitshintergrund hat.
Beispiel: Der deutsche Staatsangehörige übersiedelt mit seiner serbischen Ehefrau nach Wien. Von den österreichischen Behörden erhält er eine Anmeldebescheinigung, seine Ehefrau eine österreichische Aufenthaltskarte. Haben die beiden dort einige Zeit gelebt (gefordert ist, vom Freizügigkeitsrecht mit einer gewissen Nachhaltigkeit Gebrauch gemacht zu haben – ein Kurzaufenthalt im EWR-Ausland genügt nicht!) und kehren sie dann nach Deutschland zurück, geht der Ehefrau dieser Status nicht mehr verloren. Sie erhält auch von den deutschen Behörden eine (deutsche) Aufenthaltskarte. Hier hat der Deutsche von seinem Freizügigkeitsrecht Gebrauch gemacht. Da er in der Geltendmachung des Freizügigkeitsrechts dadurch eingeschränkt sein könnte, dass er befürchten muss, nicht mehr ohne weiteres nach Deutschland zurückkehren zu können, weil seine Ehefrau bei einer Rückkehr dem strengeren deutschen Aufenthaltsrecht unterfiele (was beispielsweise bedeuten kann, dass Lebensunterhaltssicherung und deutsche Sprachkenntnisse nachzuweisen sind), wird der Ehefrau der in Österreich erworbene Freizügigkeitsstatus auch in Deutschland zuerkannt. Diese aus europarechtlicher Sicht notwendige Handhabung wirft vielfach die Frage der Inländerdiskriminierung auf. Personen, die von ihrem Freizügigkeitsrecht keinen Gebrauch gemacht haben, weil sie immer nur in ihrem Heimatland gelebt haben, stehen nämlich – bezogen auf den Ehepartner – aufenthaltsrechtlich oft ungünstiger dar.
Die Aufenthaltskarte wird nicht für Familienangehörige ausgestellt, die selbst die Staatsangehörigkeit eines EWR-Mitgliedstaates haben. Sie erhalten – ebenso wie der EWR-Bürger – in einigen EWR-Staaten eine Anmeldebescheinigung, in anderen EWR-Staaten überhaupt kein Aufenthaltsdokument (so z. B. seit 29. Januar 2013 in Deutschland). Zum Nachweis ihres Aufenthaltsrechts genügt dort ein amtlicher Identitätsnachweis, aus dem die Staatsangehörigkeit hervorgeht (Personalausweis, Reisepass). Wegen der weiteren Einzelheiten → Hauptartikel Freizügigkeitsbescheinigung (Deutschland).
Nach Art. 10 Abs. 2 Unionsbürgerrichtlinie verlangen die Mitgliedstaaten für die Ausstellung einer Aufenthaltskarte folgende Dokumente:
- einen gültigen Reisepass,
- eine Bescheinigung über das Bestehen einer familiären Beziehung,
- eine Anmeldebescheinigung des Unionsbürgers, den sie begleiten oder dem sie nachziehen, oder, wenn kein Anmeldesystem besteht (z. B. in Deutschland), ein anderer Nachweis über den Aufenthalt des betreffenden Unionsbürgers im Aufnahmemitgliedstaat,
- eine Urkunde, dass der Familienangehörige entweder
  - Kind des EWR-Bürgers ist und noch nicht 21 Jahre alt ist oder vom EWR-Bürger Unterhalt erhält oder
  - Vater oder Mutter des EWR-Bürgers ist und von diesem Unterhalt erhält,
- bei jedem anderen Familienangehörigen ein durch die zuständige Behörde des Ursprungs- oder Herkunftslands ausgestelltes Dokument, aus dem hervorgeht, dass der Betroffene vom EWR-Bürger Unterhalt bezieht oder mit ihm in häuslicher Gemeinschaft gelebt hat, oder der Nachweis schwerwiegender gesundheitlicher Gründe, die die persönliche Pflege des Familienangehörigen durch den EWR-Bürger zwingend erforderlich machen,
- bei dem Lebenspartner eines EWR-Bürgers einen Nachweis über das Bestehen einer dauerhaften Beziehung mit dem EWR-Bürger.

## Verfahren
Gemäß Art. 10 Abs. 1 Unionsbürgerrichtlinie wird dem Nicht-EWR-Familienangehörigen eines EWR-Bürgers spätestens sechs Monate nach Einreichung des betreffenden Antrags eine Aufenthaltskarte ausgestellt. Eine Bescheinigung über die Einreichung des Antrags auf Ausstellung einer Aufenthaltskarte wird ihm unverzüglich ausgestellt.
Gemäß Art. 11 Abs. 1 Unionsbürgerrichtlinie gilt die Aufenthaltskarte fünf Jahre ab dem Zeitpunkt der Ausstellung oder für die geplante Aufenthaltsdauer des Unionsbürgers, wenn diese weniger als fünf Jahre beträgt.
Die Gültigkeit der Aufenthaltskarte wird weder durch vorübergehende Abwesenheiten von bis zu sechs Monaten im Jahr, noch durch längere Abwesenheiten wegen der Erfüllung militärischer Pflichten, noch durch eine einzige Abwesenheit von höchstens zwölf aufeinander folgenden Monaten aus wichtigen Gründen wie Schwangerschaft und Niederkunft, schwere Krankheit, Studium oder Berufsausbildung oder berufliche Entsendung in einen anderen Mitgliedstaat oder einen Drittstaat berührt (Art. 11 Abs. 2 Unionsbürgerrichtlinie).

## Wegfall der Bezugsperson
Das von dem EWR-Bürger abgeleitete Aufenthaltsrecht bleibt nach dessen Wegzug oder Tod bestehen, wenn sich der Familienangehörige mindestens ein Jahr lang bei dem EWR-Bürger aufgehalten hat. Bevor der Angehörige das Recht auf Daueraufenthalt erwirbt, bleibt sein Aufenthaltsrecht an die Voraussetzung geknüpft, dass er nachweisen kann, dass er Arbeitnehmer oder Selbstständiger ist oder für sich und seine Familienangehörigen über ausreichende Existenzmittel verfügt, so dass er während seines Aufenthalts keine Sozialhilfeleistungen des Aufnahmemitgliedstaats in Anspruch nehmen muss, und dass er über einen umfassenden Krankenversicherungsschutz im Aufnahmemitgliedstaat verfügt oder dass er bereits im Aufnahmemitgliedstaat als Familienangehöriger einer Person gilt, die diese Voraussetzungen erfüllt. Der betroffene Familienangehörige behält sein Aufenthaltsrecht ausschließlich auf persönlicher Grundlage (Art. 12 Abs. 2 Unionsbürgerrichtlinie).
Der Wegzug des EWR-Bürgers aus dem Aufnahmemitgliedstaat oder sein Tod führt weder für seine Kinder noch für den Elternteil, der die elterliche Sorge für die Kinder tatsächlich wahrnimmt, ungeachtet ihrer Staatsangehörigkeit, bis zum Abschluss der Ausbildung zum Verlust des Aufenthaltsrechts, wenn sich die Kinder im Aufnahmemitgliedstaat aufhalten und in einer Bildungseinrichtung zu Ausbildungszwecken eingeschrieben sind (Art. 12 Abs. 3 Unionsbürgerrichtlinie).
Die Scheidung oder Aufhebung der Ehe oder die Beendigung der eingetragenen Partnerschaft führt für Familienangehörige eines EWR-Bürgers, die nicht die Staatsangehörigkeit eines Mitgliedstaats besitzen, nicht zum Verlust des Aufenthaltsrechts, wenn
- die Ehe oder die eingetragene Partnerschaft bis zur Einleitung des gerichtlichen Scheidungs- oder Aufhebungsverfahrens oder bis zur Beendigung der eingetragenen Partnerschaft mindestens drei Jahre bestanden hat, davon mindestens ein Jahr im Aufnahmemitgliedstaat, oder
- dem Ehegatten oder dem Lebenspartner, der nicht die Staatsangehörigkeit eines EWR-Mitgliedstaats besitzt, aufgrund einer Vereinbarung der Ehegatten oder der Lebenspartner oder durch gerichtliche Entscheidung das Sorgerecht für die Kinder des EWR-Bürgers übertragen wird oder
- es aufgrund besonders schwieriger Umstände erforderlich ist, wie etwa bei Opfern von Gewalt im häuslichen Bereich während der Ehe oder der eingetragenen Partnerschaft, oder
- dem Ehegatten oder dem Lebenspartner, der nicht die Staatsangehörigkeit eines EWR-Mitgliedstaats besitzt, aufgrund einer Vereinbarung der Ehegatten oder der Lebenspartner oder durch gerichtliche Entscheidung das Recht zum persönlichen Umgang mit dem minderjährigen Kind zugesprochen wird, sofern das Gericht zu der Auffassung gelangt ist, dass der Umgang – solange er für nötig erachtet wird – ausschließlich im Aufnahmemitgliedstaat erfolgen darf.

Bevor die Betroffenen das Recht auf Daueraufenthalt erwerben, bleibt ihr Aufenthaltsrecht an die Voraussetzung geknüpft, dass sie nachweisen können, dass sie Arbeitnehmer oder Selbstständige sind oder für sich und ihre Familienangehörigen über ausreichende Existenzmittel verfügen, so dass sie während ihres Aufenthalts keine Sozialhilfeleistungen des Aufnahmemitgliedstaats in Anspruch nehmen müssen, und dass sie über einen umfassenden Krankenversicherungsschutz im Aufnahmemitgliedstaat verfügen oder dass sie bereits im Aufnahmemitgliedstaat als Familienangehörige einer Person gelten, die diese Voraussetzungen erfüllt. Die betreffenden Familienangehörigen behalten ihr Aufenthaltsrecht ausschließlich auf persönlicher Grundlage (Art. 13 Abs. 2 Unionsbürgerrichtlinie).